# Marché Rood-Woko

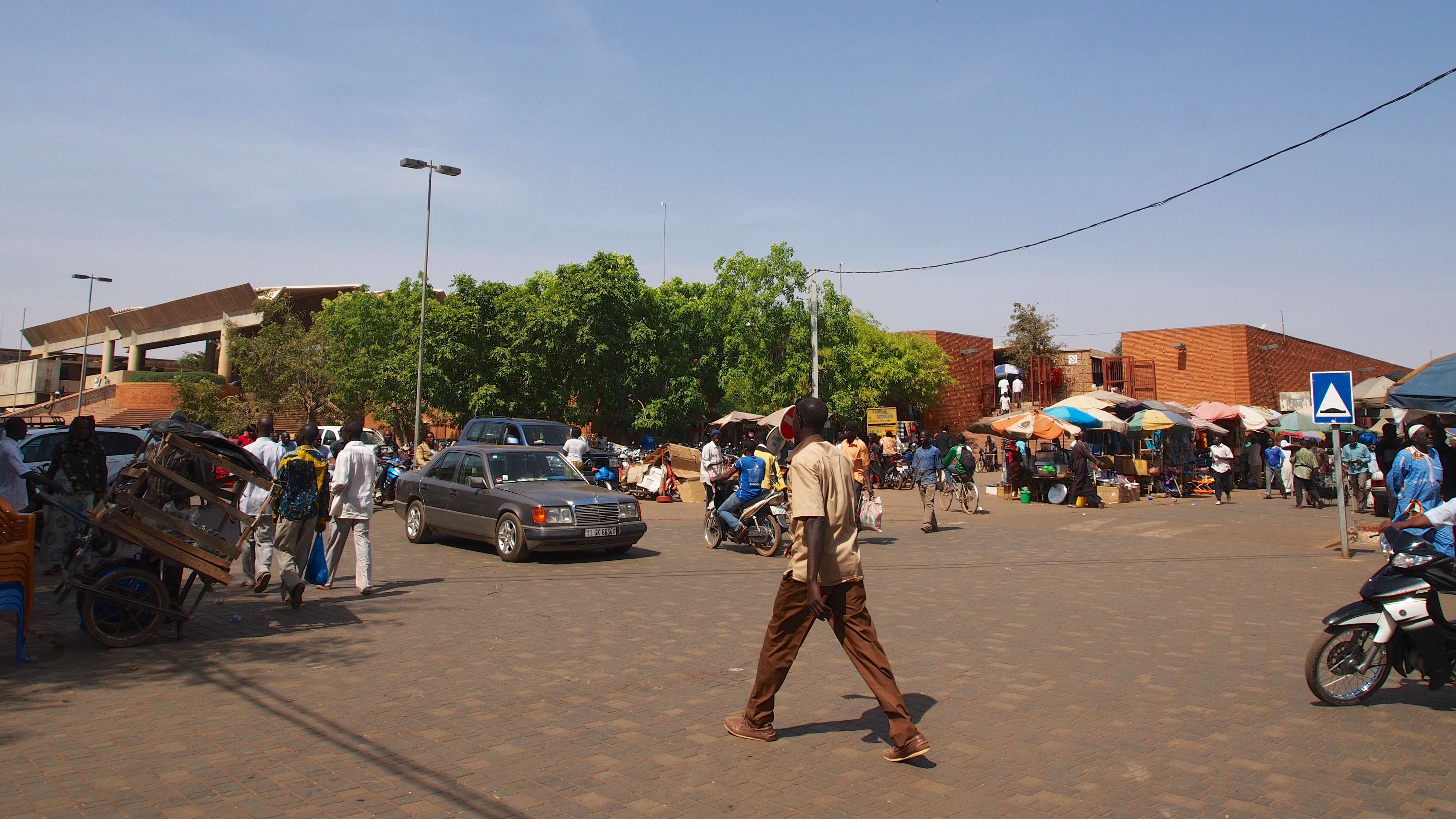
Haupt- und Nebeneingang des Rood Woko

Der Marché Rood-Woko ist ein großer, teilweise überdachter Markt im Zentrum Ouagadougous, der Hauptstadt des westafrikanischen Staates Burkina Faso. Er ist einer der größten Märkte Westafrikas und wurde 1985–1989 erbaut. Das Marktgebäude befindet sich zentral in der Innenstadt gelegen, im Secteur 1 des Arrondissements Baskuy.
Im Mai 2003 wurde der Markt durch einen Brand fast vollständig zerstört. Die Umbau- und Renovierungsmaßnahmen wurden am 17. Juni 2006 mit dem Abbruch der vom Unglück betroffenen Gebäudeteile begonnen. Frankreich trug – durch die Agence française de développement (AFD) – mit etwa 4,6 Millionen € zum Wiederaufbau bei, der 2007 begonnen wurde. AM 16. April 2009 wurde der neue Markt feierlich eröffnet.

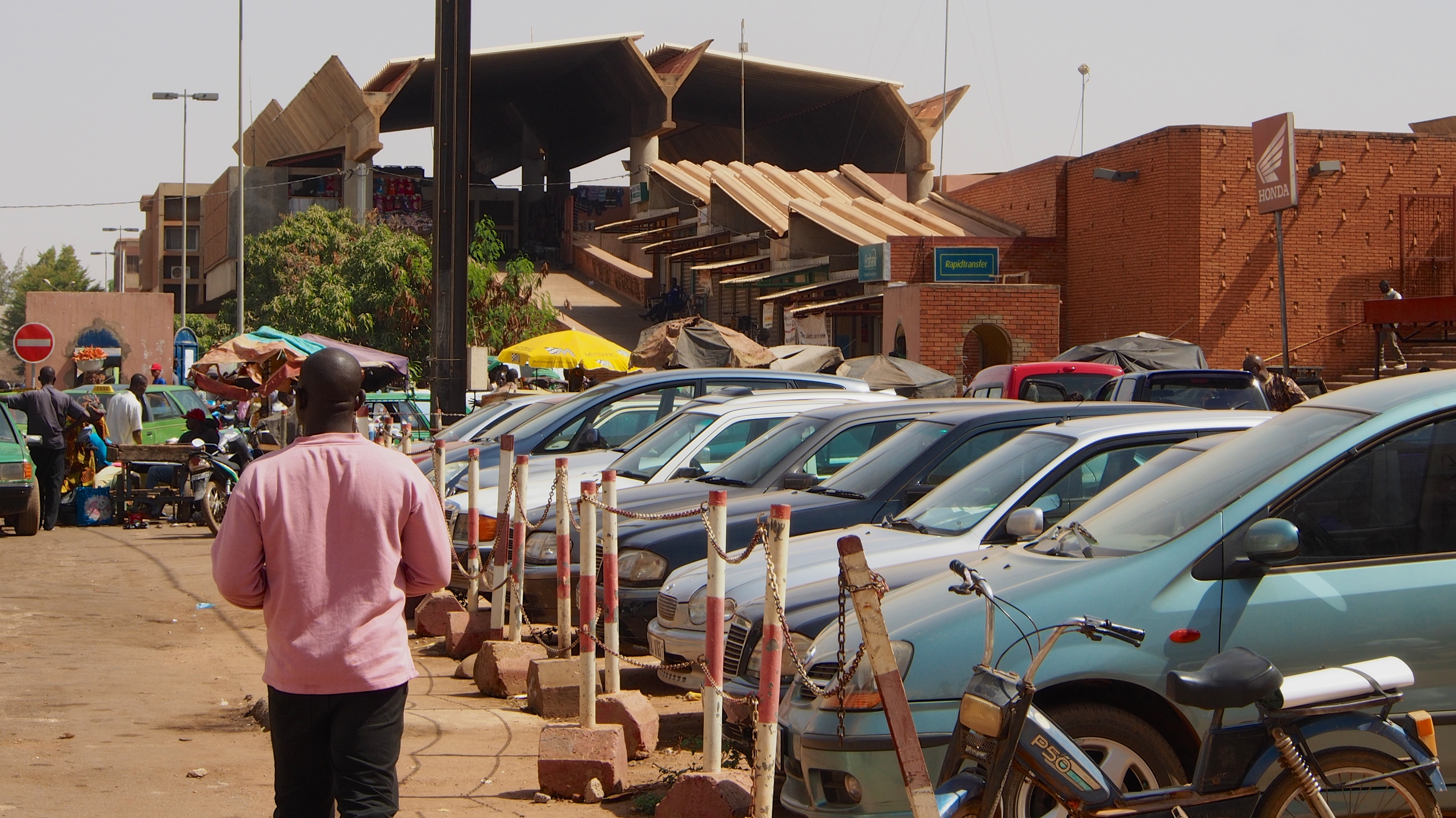
Dach über der großen Halle

Die seit dem Unglück verstrichene Zeit, die als mangelhaft beurteilte Informationspolitik der Stadtverwaltung und die geplante Dauer der Bauarbeiten sind Ursache für die Unzufriedenheit der betroffenen Händler, die sich zum Teil in Organisationen zusammengeschlossen haben, wie zum Beispiel der Association des commerçants du marché Rood-Woko (ACOMA).
Das Innere des Backsteinbaus war geprägt von einem dichten Gedränge und einer Vielzahl von kleinen Geschäften, in denen lokale Erzeugnisse, Importwaren und Lebensmittel zu erwerben waren.
Man geht davon aus, dass die Ursprünge des Marktes in der Zeit vor der Besiedlung durch die Mossi um das 15. Jahrhundert liegen, damals allerdings im Stadtviertel Dassasgho. Als der  Moogho Naba Zombré Ouagadougou zur Hauptstadt des Mossireiches erklärte, wurde der Markt umgesiedelt, da er sich zu weit von seinem Palast befand. Er wurde an der Stelle der heutigen place de la Nation neu errichtet und bekam den Namen rood-woko, was „dauerhafter Markt“ bedeutet; im Gegensatz zu den anderen Märkten, die alle drei Tage stattfanden. 1896, als die Franzosen Paul Voulet und Julien Chanoine Ouagadougou eroberten, kam bei Kämpfen am Markt dessen Chef zu Tode. Der Tradition zufolge, nach der der Markt umziehen muss, wenn dort jemand gestorben war, musste ein neuer Ort für den Markt gesucht werden. In der Nähe des heutigen stade Municipal hatte der Marché Rood-Woko seinen Platz bis ihn die Kolonialverwaltung wieder an die heutige place de la Nation verlegte und schließlich 1925 an seinen heutigen Standort. 1985 wurde schließlich mit den Bauarbeiten für das neue Marktgebäude begonnen, das 1989 eröffnet wurde.